# Phryxe fallax
Phryxe fallax là một loài ruồi trong họ Tachinidae.